# Pontania pedunculi
Pontania pedunculi är en stekelart som först beskrevs av Hartig 1837.  Pontania pedunculi ingår i släktet Pontania, och familjen bladsteklar. Arten är reproducerande i Sverige.

## Bildgalleri

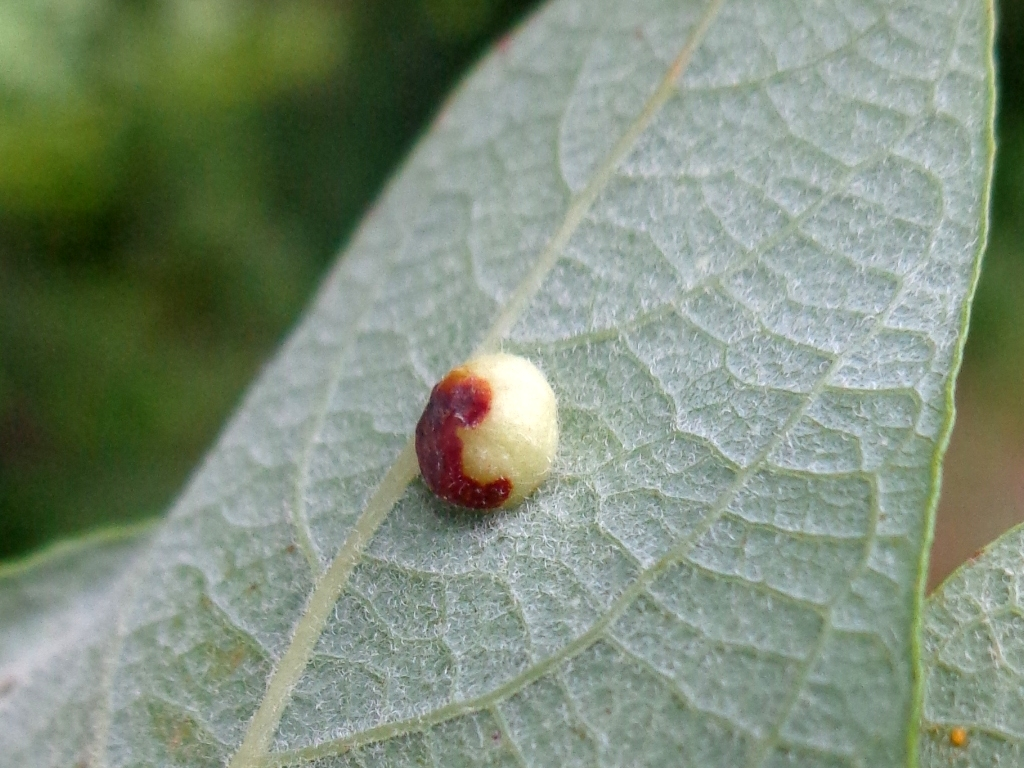
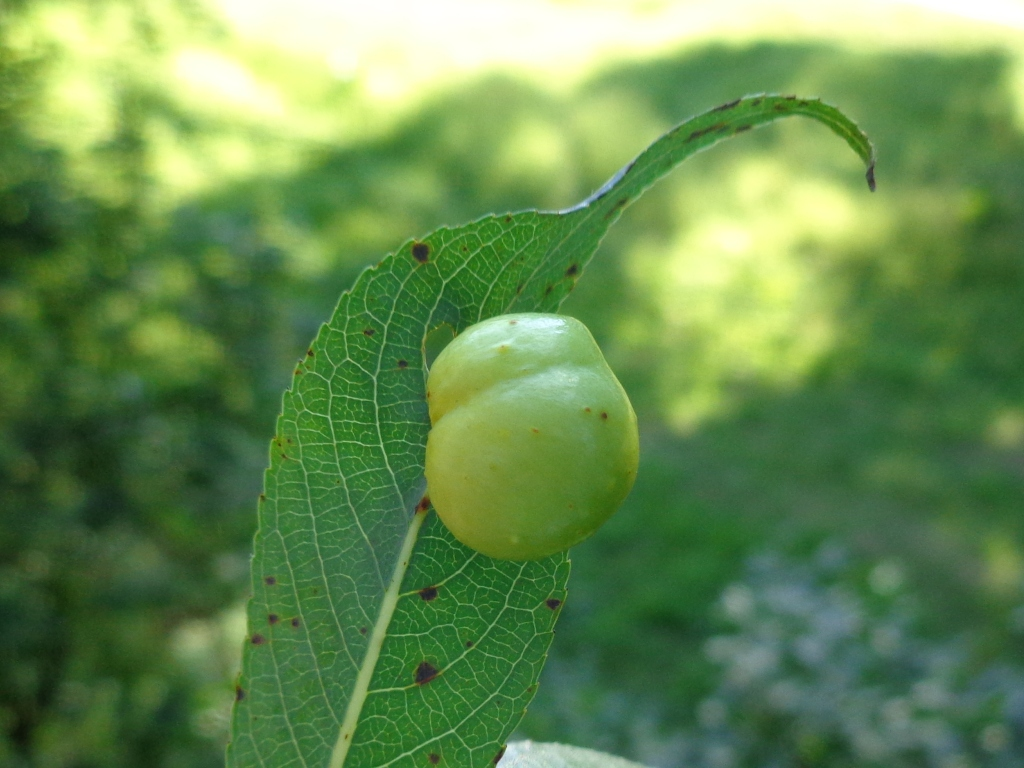
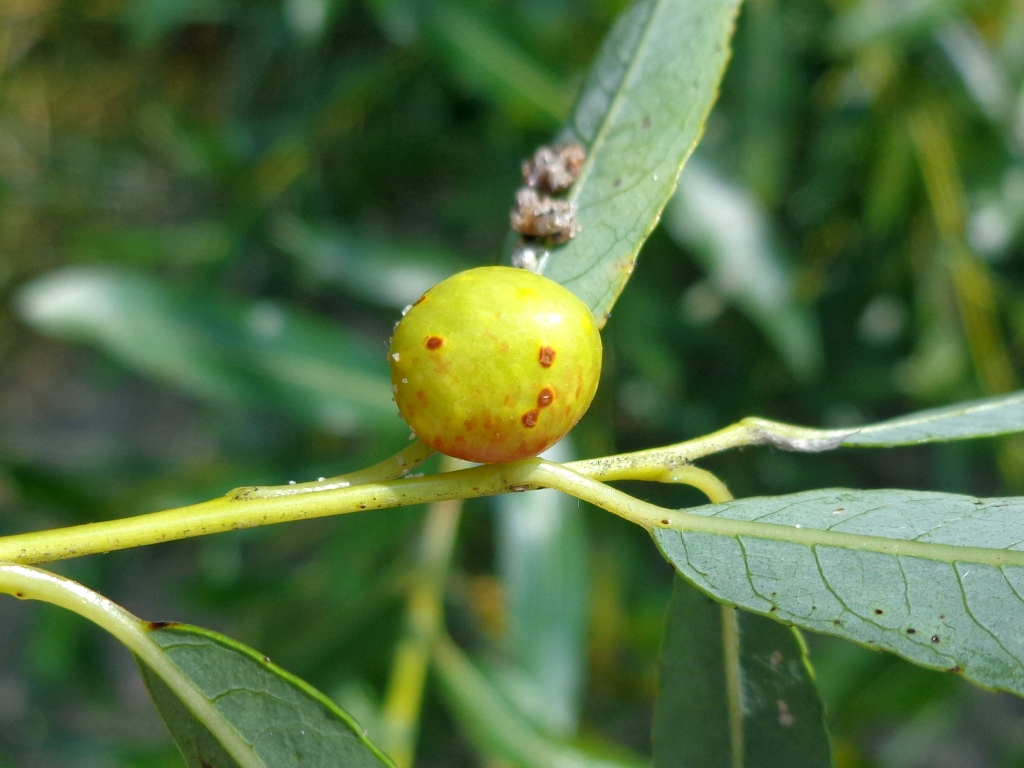
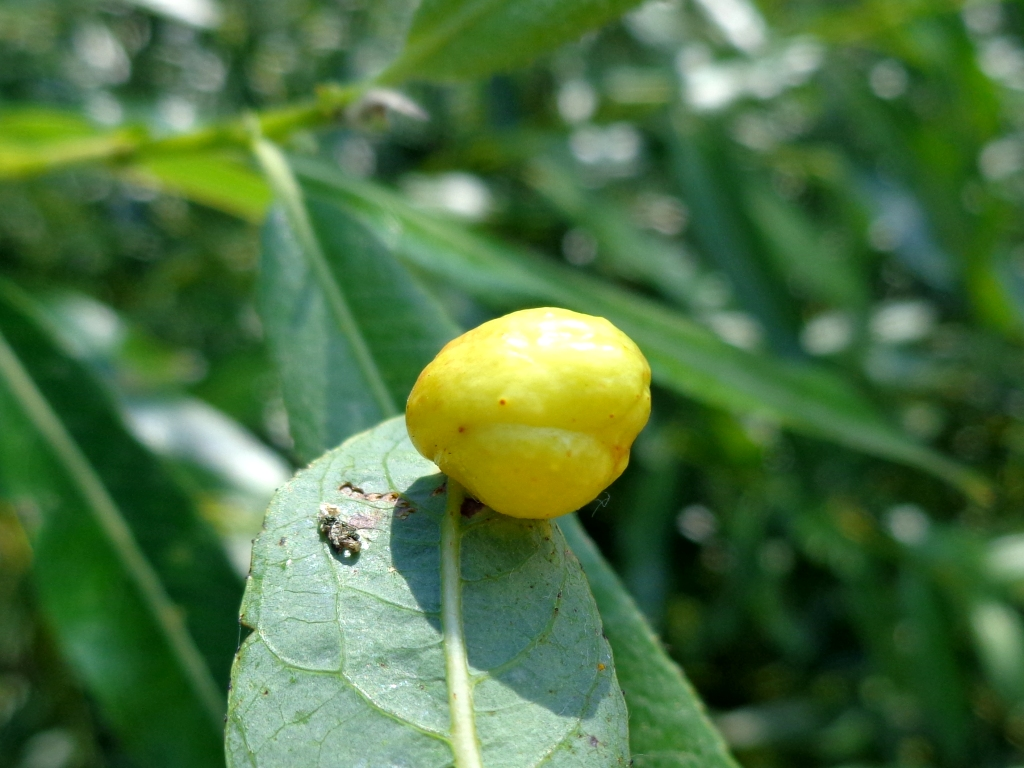